# Sergio Antonio del Rio

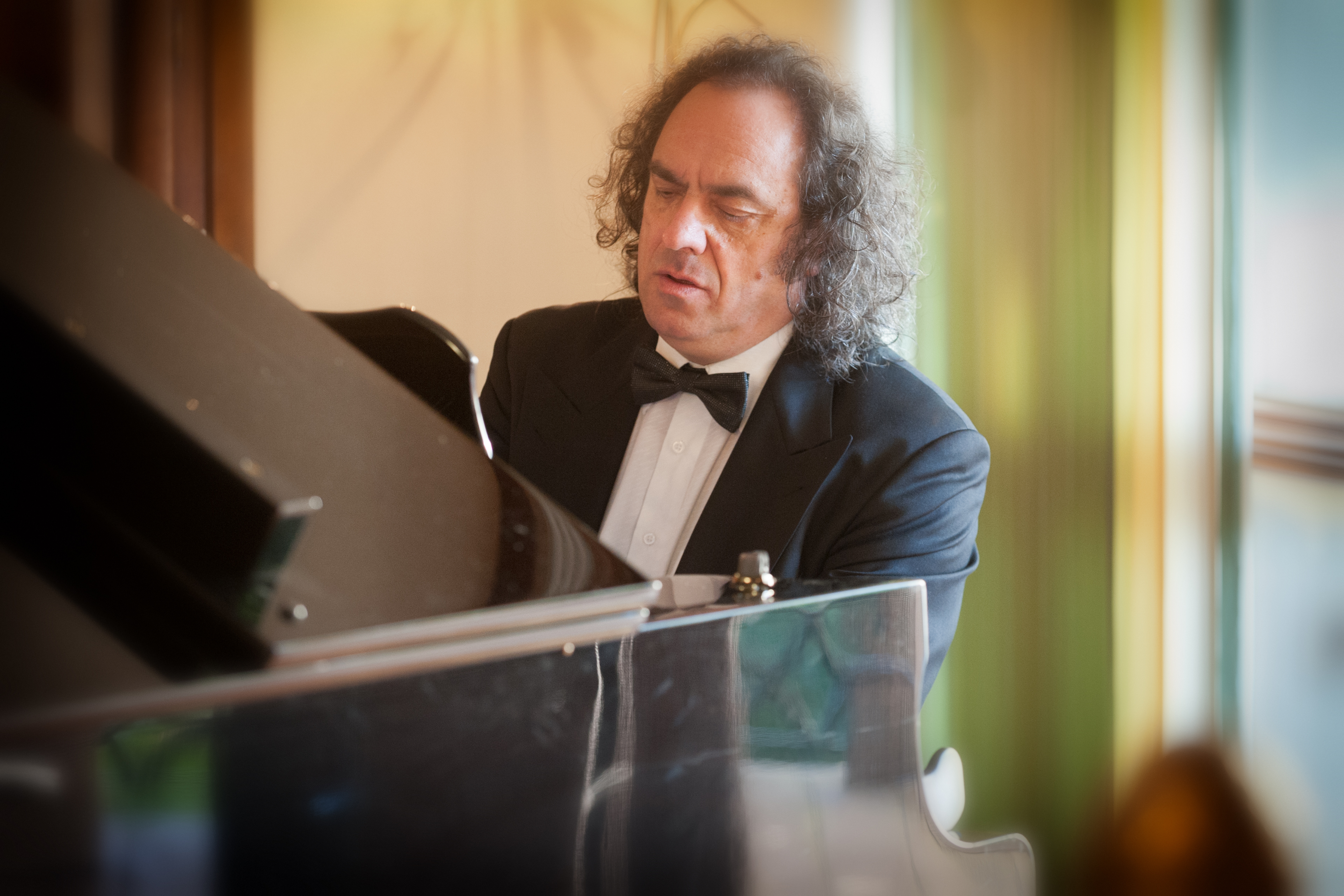
Sergio Antonio del Rio am Flügel

Sergio Antonio del Rio (* 13. September 1956 in Buenos Aires, Argentinien) ist ein argentinischer Pianist und Komponist, der in Deutschland lebt und als Klavierpädagoge arbeitet.

## Leben
Mit acht Jahren bekam del Rio seinen ersten Klavierunterricht, und während der Schulzeit besuchte er das Konservatorium in seiner Heimatstadt Buenos Aires. Dort machte er das Examen als Klavierlehrer und setzte anschließend seine Ausbildung bei Francisco Votti, dem Pianisten des Philharmonischen Orchesters des Teatro Colón, bei der Pianistin und Musikphilosophin Elsa Berner, beim österreichischen Exilanten Guillermo Graetzer (Wilhelm Grätzer) sowie bei dessen Schüler Guillermo Nicholson fort. Dieser vermittelte ihm eine Anstellung beim Radio Nacional in Buenos Aires. Dort gestaltete er als Redakteur eigene Musiksendung. Nebenbei verdiente er sich auch schon als Klavierlehrer Geld hinzu.
1985 kam er nach Deutschland, wo er bis heute als Klavierlehrer arbeitet. Als Pianist tritt er immer wieder für Privatgesellschaften ebenso wie bei verschiedenen öffentlichen Veranstaltungen auf, wie z. B. Vernissagen oder kleineren Konzerten in Festsälen ebenso wie in Restaurants und Kaffeehäusern. Von seinen Kompositionen sind einige publiziert worden.

## Werke (Auswahl)
- Preludio a Elsa Berner für Klavier (1982)
- Tengo algo que decirte für Klavier (1997)
- Nocturno – Hommage an John Field für Klavier (1998)
- Ensueños – una Fantasía für Klavier (1998)
- Litanei zur Muttergottes für gemischten Chor und ein Tasteninstrument (Klavier, Harmonium, Orgel) (1998)
- La sombra de tu mirada für Klavier (1999)
- Recuerdos für Klavier (1999)
- Un momento de tu vida für Klavier (1999)
- La mia canzone napolitana für Klavier (2000)
- Acuarela für Klavier (2001)
- Forse una sera für Klavier und Gesang (Tenor/Sopran) (2001)
- Fragancia für Klavier (2001)
- Kleine Elfen – Kinderwalzer für Klavier (2001)
- Nele für Klavier (2002)
- Tango – Pasión für Klavier (2002)
- Tres cantos para el Violín für Violine (2003)
- Poem – Es gibt immer einen letzten Sommer für Klavier (2007)
- Tango – Milonga für Klavier (2008)
- Entre el sol y la luna für Klavier (2010)